# Jean-Baptiste Dugas-Montbel

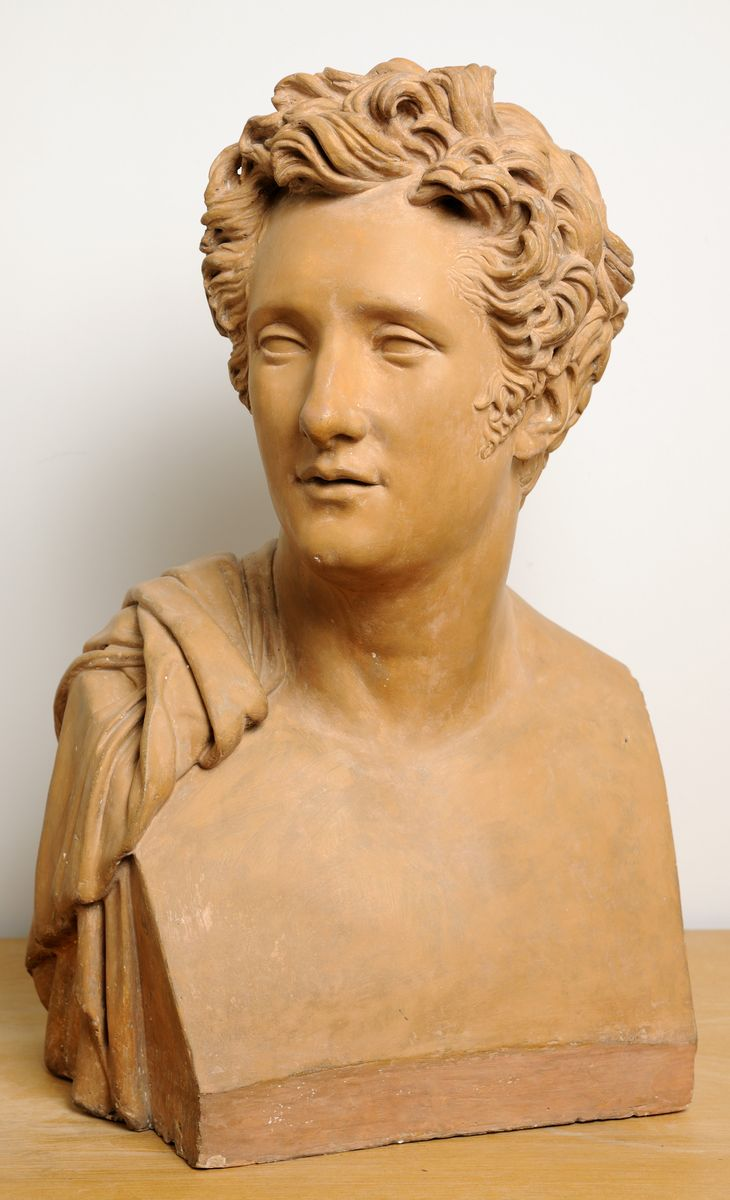
Buste de Dugas Montbel (1811), par Clémence Sophie de Sermézy.

Jean-Baptiste Dugas-Montbel (publié sous le nom Dugas Montbel), né à Saint-Chamond (Loire) le 11 mars 1776 et mort à Paris le 30 novembre 1834, est un helléniste et homme politique français, connu pour ses traductions des œuvres d'Homère.

## Biographie
Après avoir fait ses études chez les oratoriens de Lyon, il sert dans les armées de la Révolution, puis s'associe aux affaires familiales et devient délégué de la chambre de commerce de Lyon. Venant souvent à Paris pour affaires, il poursuit ses études, s'initie à la poésie et à la métaphysique, aux sciences politiques et morales, aux langues anciennes et vivantes. Il fait jouer un petit vaudeville au théâtre Montansier en 1799, devient membre de l'Académie de Lyon en 1803, voyage en Italie et en Suisse. S'étant épris du grec, il finit par abandonner le commerce en 1810 et décide de se faire helléniste. Entre 1815 et 1818, il publie une traduction de L'Iliade et de L'Odyssée. Deux nouvelles versions voient le jour en 1828 et 1835, auxquelles s'ajoutent trois études sur la poésie homérique. Ses traductions sont appréciées pour la manière dont il a su donner vie aux héros grecs tout en rendant avec une grande fidélité les images, les nuances et les harmonies de la langue homérique.
Il contribue par ailleurs des articles et des opuscules au Mercure de France, à la France littéraire, au Magasin encyclopédique et à plusieurs autres revues. Devenu associé libre de l'Académie des inscriptions et belles-lettres en 1830, il y lit en 1832 un mémoire intitulé De l'époque où l'écriture fut introduite dans la Grèce où il tente de démontrer que l'écriture alphabétique était inconnue en Grèce à l'époque où furent composés les morceaux qui constituent L'Iliade et L'Odyssée.
Lors de la Révolution de juillet en 1830, il est élu député du Rhône. Membre de plusieurs bureaux et commissions, il ne monte qu'une seule fois à la tribune pour demander l'abolition de la peine de mort. Il reçoit la Légion d'honneur en 1833. Son mandat est deux fois renouvelé. Entre deux sessions de l'Assemblée, il travaille sur une traduction d'Eschyle, restée inachevée. À sa mort le 30 novembre 1834, il est inhumé au cimetière du Père-Lachaise (38e division). Il a légué à sa ville natale tous ses livres et une somme de 18 000 francs pour y fonder une bibliothèque.

## Publications
- L'Iliade d'Homère, traduction nouvelle. L'Odyssée, suivie de la Batrachomyomachie, des hymnes, de divers petits poèmes et fragments attribués à Homère (4 volumes, 1815-1818)
- L'Iliade d'Homère, texte et traduction (5 volumes, 1828)[2]
- Observations sur l'Iliade d'Homère (2 volumes, 1829-1830)
- Histoire des poésies homériques, pour servir d'introduction aux observations sur l'Iliade et l'Odyssée (1831)
- Observations sur l'Odyssée d'Homère (1833)
- L'Odyssée d'Homère, texte et traduction (3 volumes, 1835)[3]

Théâtre
- La Femme en parachute, ou le Soupçon, comédie en 1 acte et en prose, avec Dominique Boutard, Paris, théâtre Montansier, 13 novembre 1799

## Sources et références

### Sources bibliographiques
- Pierre Larousse, Grand Dictionnaire universel du XIXe siècle, vol. VI, 1870, p. 1356-1357
- Charles Louandre et Félix Bourquelot, La Littérature française contemporaine, 1827-1844. Continuation de la France littéraire, vol. III, 1848, p. 320. (2) Bibliothèque nationale de France
- « Jean-Baptiste Dugas-Montbel », dans Adolphe Robert et Gaston Cougny, Dictionnaire des parlementaires français, Edgar Bourloton, 1889-1891 [détail de l’édition]
- Michel Dürr et Dominique Saint-Pierre (dir.), « Dugas-Montbel Jean-Baptiste (1776-1834) », dans Dictionnaire historique des Académiciens de Lyon : 1700-2016, éd. ASBLA de Lyon, mars 2017, 1369 p. (ISBN 978-2-9559-4330-4, présentation en ligne), p. 470-472.